# イーゴリ・クルチャトフ
イーゴリ・ヴァシリエヴィチ・クルチャトフ（И́горь Васи́льевич Курча́тов, Igor Vasilyevich Kurchatov, 1903年1月12日 - 1960年2月7日）は、ソ連の核物理学者、ソ連の原子爆弾開発プロジェクトの責任者。

## 経歴
ロシア帝国ウファ県シムスキー・ザボド（現在のチェリャビンスク州シム市）の生まれ。クリミヤ大学で物理学を学び、ペトログラード（現サンクトペテルブルク）のSPbSPUで造船学を学んだ。1925年にバクー工科大学からレニングラードのヨッフェ物理学技術研究所（Ioffe Physico-Technical Institute）に移り、物理学者のアブラム・ヨッフェに師事し放射能に関する様々な研究に従事した。早いうちに才能が認められ、1932年にはクルチャトフが指揮する核物理学研究グループに独自の研究予算が与えられ、1939年9月21日にはソ連で初めてとなるサイクロトロンを完成させた。

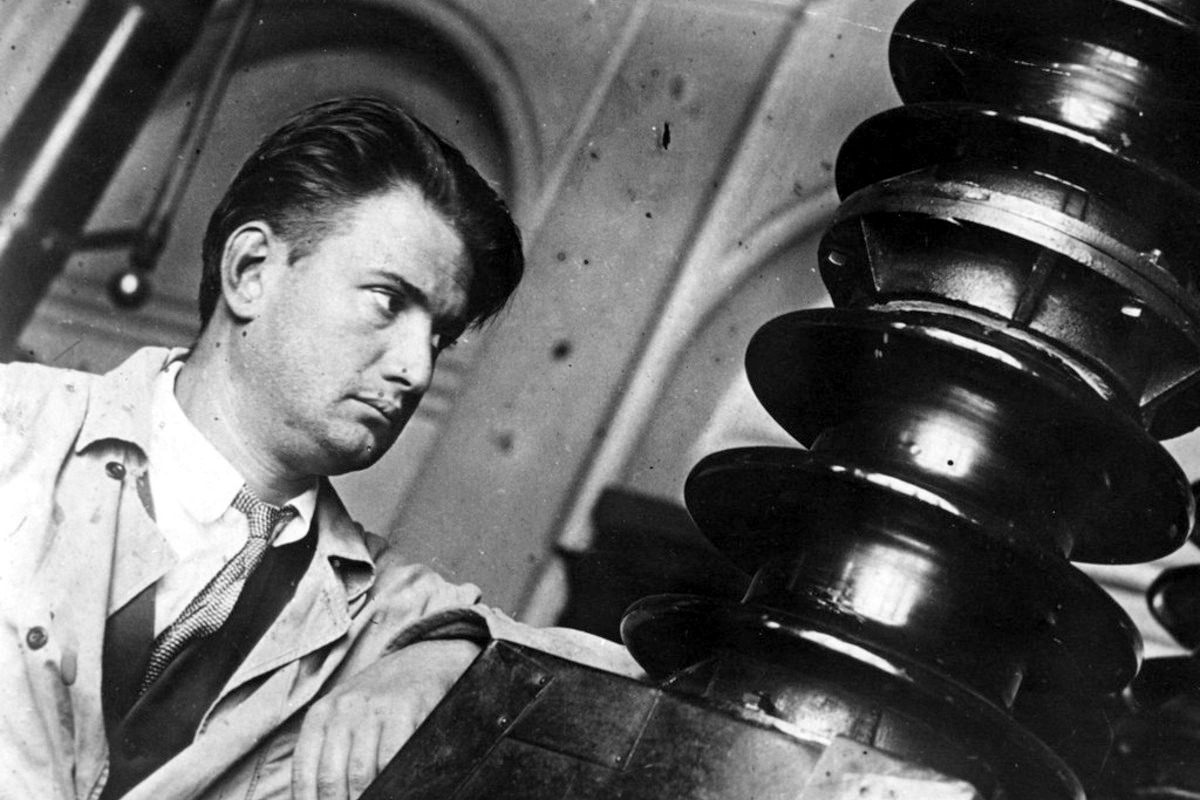
実験装置とクルチャ卜フ

クルチャトフとゲオルギー・フリョロフは、1930年代にウランの連鎖的な核分裂反応と原子炉の設計に関する基本的なアイデアを考え出した。1942年にはクルチャトフは「数キログラムのウランの核を破壊することで、20,000トンのトリニトロトルエン(TNT)を爆破するのに匹敵するエネルギーが得られる」と予言し、この予想は、トリニティ実験によって実際に証明された。

### 原子爆弾開発プロジェクト
1941年に独ソ戦が始まると、クルチャトフは磁気機雷より船舶を防護する研究、つづいて戦車の装備について研究するようになった。1943年にNKVD(内務人民委員部)は原子爆弾の実現可能性に関するイギリスの極秘文書を入手する。これによりスターリンはソ連の原子力プログラムを開始するように命じた。アブラム・ヨッフェがモロトフにクルチャトフを推薦し、その結果当時40歳とまだ若かったクルチャトフがこのプロジェクトを指揮することとなった。スターリンが原子爆弾開発を命じたもうひとつの理由は、ゲオルギー・フリョロフからの手紙にあった。フリョロフはその少し前から、核分裂反応や原子力エネルギーに関する論文が西側の学術雑誌から消えていることに気づいていた。各国の原子爆弾開発が始まったことを察知したフリョロフはスターリンに手紙を書いて忠告したのだった。
ソビエトの原子爆弾開発プログラムは当初は遅々として進まなかったが、 スパイのクラウス・フックスからもたらされた西側での開発状況や、その後実際に広島と長崎に原子爆弾が投下されたことにより、スターリンは1948年までに原子爆弾を完成させるようにと命じ、プロジェクトを悪名高いベリヤの指揮下におくことにより科学者に強いプレッシャーを与えた。一方で科学者は様々な生活上の優遇措置を与えられた。1946年11月、クルチャトフは研究所のすぐ隣に建てられた自宅に妻とともに移り住み、1960年に死去するまでここで暮らした。
ソ連の原子爆弾開発プロジェクトはゴーリキー州（現ニジニ・ノヴゴロド州）のサロフで行われたが、秘密保持のために町は地図から消され名もアルザマス-16と変えられた。原子爆弾開発チームは、すでにアメリカで公開されていた情報やスパイのフックスがもたらした情報を参考にしたが、フルシチョフとベリヤは、ソ連の諜報機関がニセの情報をつかまされていることを恐れて、入手した情報はすべてソ連のチームで追試するようにと念を押した。これに加えて、ベリヤ率いる秘密警察が科学者の行動をチェックした。
原子爆弾開発プロジェクトが始まると、クルチャトフは、プロジェクトが成功するまではヒゲを剃らないことを宣言し、そのためにそれ以降のクルチャトフは長いひげがトレードマークとなった。1948年にはソビエト連邦共産党にも入党した。

### 初の核実験
1949年8月29日、カザフ共和国(当時)のセミパラチンスク核実験場においてにソ連最初の核実験（プルトニウム型原子爆弾）が成功した。このときクルチャトフは、実験が失敗した場合にはスターリンの命により銃殺されることをも覚悟していたという。彼は、ベリヤからこの爆弾の名について聞かれ、『わが国は自力で成し遂げた』と答えた。これがこの実験"RDS-1"の由来である。
クルチャトフは続いてソ連の水爆開発プロジェクトにも携わるが(1953年)、その後はおもに原子力技術の平和利用に関する研究に専念するようになり、核実験にも反対の立場を取るようになった。その控えめな性格と、多岐な分野に渡る博識を買われて、フルシチョフ第一書記からソ連の科学技術政策に関するアドバイザーに就任するよう依頼を受けて承諾するものの、その直後に脳血栓で急逝してしまう。

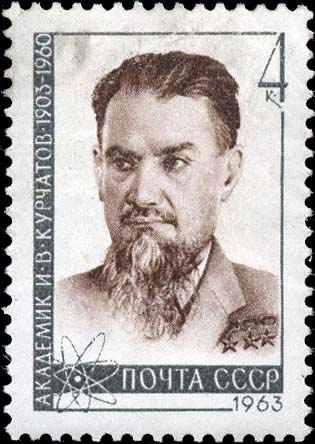
クルチャトフ死後の1963年に発行されたソ連の切手

1960年にモスクワで死去。遺体はモスクワの赤の広場のレーニン廟脇に埋められた。

## クルチャトフ研究所
クルチャトフが率いた原子爆弾開発のための研究所（「ソ連科学アカデミー第2研究グループ」がその正式名であった）は、1955年にクルチャトフ核物理学研究所と改称され、核融合やプラズマ物理の研究機関となった。ソ連崩壊後はクルチャトフ研究所となった。

## その他
- 共産主義者でスターリンの肖像画が亡くなるまで私室に飾られていた[1]
- セミパラチンスク核実験場近郊に原爆開発のために設立された都市はクルチャトフ市と名付けられており、クルチャトフの銅像が建てられている。
- 104番元素であるラザホージウムは、ソ連が最初に発見したことを報告し、彼の名に因んで、クルチャトビウム(元素記号Ku)と命名するように提唱した。1997年にIUPACがラザホージウムを正式名称としたため、この名称は幻に終わった。
- バイカル湖東部のスカルン鉱床で発見されたホウ酸塩鉱物のクルチャトフ石（Kurchatovite）は、クルチャトフにちなみ命名された[2]。
- 月のクレータークルチャトフ、小惑星の（2352）クルチャトフにも命名されている。